# Anna Kołakowska (polarniczka)
Anna Kołakowska (ur. 12 czerwca 1938 w Koźminie) – polska profesor nauk przyrodniczych w zakresie technologii żywności; polarniczka, pierwsza Polka zimująca w Antarktyce (w ramach VIII Polskiej Wyprawy Antarktycznej w Polskiej Stacji Antarktycznej im. Henryka Arctowskiego). Uczestniczyła również w X PWA na przełomie lat 1985/86.

## Życiorys
Urodziła się w nauczycielskiej rodzinie Heleny i Józefa Lewandowskich. Po maturze zdanej w Liceum Ogólnokształcącym w Bydgoszczy rozpoczęła studia na Wydziale Lekarskim Akademii Medycznej w Poznaniu. Po I roku studiów przeniosła się na Wydział Mleczarski Wyższej Szkoły Rolniczej w Olsztynie, gdzie w 1962 otrzymała dyplom magisterski. Po studiach odbyła roczny staż w Okręgowej Spółdzielni Mleczarskiej, a następnie przez dwa lata pracowała jako nauczycielka chemii w Szkole Chemicznej w Olsztynie. W 1966 została zatrudniona jako asystent naukowo-dydaktyczny w Katedrze Technologii Przemysłu Rybnego WSR w Olsztynie. Wraz z Wydziałem w 1968 przeniosła się do Wyższej Szkoły Rolniczej w Szczecinie, w której przeszła przez wszystkie szczeble kariery naukowej. W 1980 uzyskała stopień doktora habilitowanego, a po powrocie z pierwszego zimowania stanowisko docenta. W latach 1983–2008 była kierownikiem Zakładu (później Katedry) Towaroznawstwa i Oceny Jakości. W 1990 otrzymała tytuł profesora. Współorganizowała Dzienne Międzywydziałowe Studia Doktoranckie i przez 7 lat była ich kierownikiem. Za swoje osiągnięcia naukowe została w 2002 nagrodzona Zachodniopomorskim Noblem.    
Prywatnie żona Edwarda Kołakowskiego, z którym ma jedną córkę.   